# 交通大学老图书馆
老图书馆位于今上海交通大学徐汇校区东部，于1919年落成，原作为上海交通大学图书馆馆舍，现为上海交通大学校史博物馆及上海交通大学档案馆馆舍使用。

## 历史
老图书馆由1916届毕业班同学发动各界人士和师生捐款建造，荣氏兄弟捐款最多。于1918年2月20日开工，1919年10月10日竣工，工程投资8万多元。建筑为一三层洋房，有代表西方古典主义的科林斯柱式，细部雕刻、山花及色彩运用则为巴洛克式。图书馆内设有杂志阅览室、普通阅览室、自修室、陈列室及研究室等。1934年，交通大学前校长唐文治、叶恭绰、凌鸿勋、蔡元培等人及校友又募集资金在图书馆东部建造面积为550平方米的书库一座，可藏书20万册。图书馆建筑面积为2，687平方米。

## 相册
- 三层的上海交通大学校史博物馆入口
- 第一展厅
- 老图书馆